# Karen Hallberg
Karen Hallberg, née le 10 mai 1964 à Rosario, est une physicienne argentine spécialiste de la matière condensée.

## Biographie
Enfant, Karen Hallberg posait sans cesse des questions sur le monde qui l'entourait. Aussi était-elle surnommée « Señorita por qué » (« Mademoiselle pourquoi »). Lorsqu'elle était jeune fille, elle a fondé un club de sciences avec ses amies. Elle fait ses études à l'université nationale de Rosario et obtient un doctorat en physique en 1992. Elle est directrice de recherches au Centre atomique de Bariloche . Elle enseigne également à l'Institut Balseiro.

## Distinction et récompenses
En 2005, elle reçoit une bourse Guggenheim. En 2019, elle reçoit le prix L'Oréal-Unesco pour les femmes et la science pour le développement d’approches informatiques de pointe permettant de comprendre la physique de la matière quantique.